# 輔大新聞網
《輔大新聞網》為天主教輔仁大學合辦的網路傳媒，前身為輔大公關室於2000年發行的《E-news》，現由校內輔系該系的二年級學生主持運作，以落實「媒介實務」(Media Workshop)的課程實作。

## 沿革
2000年，公共關係室(今公共事務室)發行《E-news》。2001年9月，新傳系輔系學生經營《輔大新聞網》。2001年12月9日，《輔大新聞網》正式對外發表。2002年4月，採訪小組赴義守大學採訪大專院校運動會，大運會專題報導首開。2004年，《輔大紀事報》創刊，納入新聞網資料庫。

## 外部連結
- 輔大新聞網 （页面存档备份，存于）
- 天主教輔仁大學 （页面存档备份，存于）（中文）（英文）